# Ótomo no Szakanoue no Iracume
Ótomo no Szakanoue no Iracume vagy Kasza no Iracume (japánul: 大伴坂上郎女, Hepburn-átírással: Ōtomo no Sakanoue no Iratsume) (8. század) japán költőnő.
Ótomo no Jaszumaro főminiszter leánya, a Manjósú szerkesztőjének, Ótomo no Jakamocsinak nagynénje volt. Feltehetően a mai Fukuoka tartomány területén lévő Csikuzenben élt. A Manjósúban 84 költeménnyel szerepel, ebből 77 vaka, hat csóka, egy szedóka. Egyes kutatók véleménye szerint a Manjósú szerkesztésében is részt vett. Legkülönfélébb témákat feldolgozó költeményei változatos hangulatokat tükröznek, stílusa intellektuális, díszes. Verseiben gyakorta vall férje, Ótomo no Szukunamaro iránt érzett szerelméről, illetve az elválásukat követő fájdalomérzetről.